# Eupithecia offirmata
Eupithecia offirmata là một loài bướm đêm trong họ Geometridae.